# Konklave 1464
Das Konklave von 1464 (28.–30. August) wurde nach dem Tod von Papst Pius II. zusammengerufen und wählte Pietro Barbo zu seinem Nachfolger, der den Namen Paul II. annahm.

## Die Wahl Pauls II.
Am Nachmittag des 28. August traten 18 der 19 in Rom anwesenden Kardinäle in das Konklave im Apostolischen Palast ein, mit Ausnahme des erkrankten Juan de Torquemada, der aber an den verbleibenden Tagen teilnehmen konnte.
Zuerst verfassten die Kardinäle eine Wahlkapitulation, die von allen Kardinälen außer Kardinal Trevisan, den Camerlengo, unterzeichnet wurde. Die Aussagen im Schreiben waren wie folgt:
1. Der Kreuzzug gegen das Osmanische Reich wird weiter vorangetrieben,
2. Der Papst darf Rom nur mit Zustimmung der Mehrheit der Kardinäle verlassen sowie die Italienische Halbinsel nur mit der Zustimmung aller Kardinäle,
3. Das Kardinalskollegium wird auf 24 Mitglieder beschränkt,
4. Der Papst darf nur einen Kardinalnepoten ernennen,
5. Die Ernennung neuer Kardinäle oder weiterer Benefiziate bedarf der Zustimmung des Kardinalskollegiums.

Die Kardinäle Bessarion, Guillaume d’Estouteville, Ludovico Trevisan, Juan Carvajal, Juan de Torquemada und Pietro Barbo werden in zeitgenössischen Berichten italienischer Botschafter und Prinzen als aussichtsreiche Kandidaten erwähnt. Auch Filippo Calandrini, Bartolomeo Roverella und Angelo Capranica wurden als mögliche Kandidaten in Betracht gezogen – insgesamt also knapp der Hälfte der Anwesenden.
Der erste Wahlgang fand am 30. August statt. Barbo erhielt elf Stimmen, der Rest ging an Trevisan und d'Estouteville. Im folgenden Akzess erhielt Barbo drei zusätzliche Stimmen und war damit im zweiten Wahlgang mit der erforderlichen Zweidrittelmehrheit zum Papst gewählt. Er nahm den Namen Paul II. an.
Kardinal Jacopo Ammannati Piccolomini berichtet über die Wahl des päpstlichen Namens des Kardinals Barbo, der zunächst Papst „Formosus“ genannt werden wollte, den die Kardinäle aber ablehnten, weil er auf sein gutes Aussehen anspielte. Er änderte seine Wahl auf „Markus“, aber auch dies fand keine Zustimmung, weil „Marco!“ der Kriegsschrei der Republik Venedig war. Schließlich entschied er sich, „Paulus“ zu wählen. Einige Autoren, zum Beispiel Bourkle-Young, betrachten diese Geschichte als erfunden.
Kurz nach der Wahl verkündete Kardinalprotodiakon Rodrigo Borja dem römischen Volk das Ende des Konklaves mit der alten Formel des Habemus Papam. Am 6. September wurde der neue Papst von Kardinal Niccolò Fortiguerra auf den Stufen der Vatikanbasilika gekrönt. Gewöhnlich lag die Krönung mit der Tiara in den Händen des Kardinalprotodiakons, der die Krönung jedoch nicht vornehmen konnte, da er nach dem Konklave erkrankt war. Kardinal Fortiguerra, der erst nach dem Konklave in Rom angekommen war, vertrat ihn.

## Wahlberechtigte
Papst Pius II. starb am 14. August 1464 in Ancona bei der Vorbereitung des Kreuzzugs gegen das Osmanische Reich nach der Eroberung Konstantinopels 11 Jahre zuvor. An seinem Todestag gab es 29 Kardinäle, von denen aber nur 19 am Konklave teilnahmen:
| Kardinal                                | Herkunft              | Titel                          | ernannt am        | durch                         | Anmerkungen |
| --------------------------------------- | --------------------- | ------------------------------ | ----------------- | ----------------------------- | --- |
| Bessarion                               | Kaiserreich Trapezunt | Bischof von Frascati           | 18. Dezember 1439 | Eugen IV.                     | Kardinaldiakon; Lateinischer Patriarch von Konstantinopel; Kardinalprotektor des Franziskanerordens und des Dominikanerordens |
| Guillaume d’Estouteville, O.S.B. Cluny  | Frankreich            | Bischof von Ostia und Velletri | 18. Dezember 1439 | Eugen IV.                     | Erzbischof von Rouen; Administrator von Saint-Jean-de-Maurienne; Kardinalprotektor des Augustinerordens                       |
| Juan de Torquemada, O.P.                | Kastilien             | Bischof von Sabina             | 18. Dezember 1439 | Eugen IV.                     | Bischof von Orense |
| Juan Carvajal                           | Kastilien             | Bischof von Porto-Santa Rufina | 16. Dezember 1446 | Eugen IV.                     | Bischof von Plasencia; Kardinalprotektor von Ungarn                                                                           |
| Ludovico Trevisan                       | Venedig               |                                | 1. Juli 1440      | Eugen IV.                     | Camerlengo; Patriarch von Aquileia; Bischof von Cava                                                                          |
| Pietro Barbo (gewählter Papst Paul II.) | Venedig               |                                | 1. Juli 1440      | Eugen IV. (Kardinalnepot)     | Bischof von Vicenza |
| Latino Orsini                           | Rom                   |                                | 20. Dezember 1448 | Nikolaus V.                   | Administrator von Bari |
| Alain de Coëtivy                        | Frankreich            |                                | 20. Dezember 1448 | Nikolaus V.                   | Bischof von Avignon und Administrator von Dol                                                                                 |
| Filippo Calandrini                      | Bologna               |                                | 20. Dezember 1448 | Nikolaus V. (Kardinalnepot)   | Großpönitentiar; Bischof von Bologna                                                                                          |
| Juan de Mella                           | Kastilien             |                                | 7. Dezember 1456  | Calixtus III.                 | Bischof von Zamora |
| Giacomo Tebaldi                         | Neapel                |                                | 7. Dezember 1456  | Calixtus III.                 | |
| Richard Olivier de Longueil             | Frankreich            |                                | 7. Dezember 1456  | Calixtus III.                 | Bischof von Coutances |
| Angelo Capranica                        | Rom                   |                                | 5. März 1460      | Pius II.                      | Bischof von Rieti |
| Bartolomeo Roverella                    | Ferrara               |                                | 18. Dezember 1461 | Pius II.                      | Erzbischof von Ravenna; Gouverneur von Benevent                                                                               |
| Louis d’Albret                          | Frankreich            |                                | 18. Dezember 1461 | Pius II.                      | Bischof von Cahors |
| Jacopo Ammannati Piccolomini            | Siena                 |                                | 18. Dezember 1461 | Pius II. (Kardinalnepot)      | Bischof von Pavia; Camerlengo                                                                                                 |
| Rodrigo Borja                           | Katalonien            |                                | 17. Dezember 1456 | Calixtus III. (Kardinalnepot) | Kardinalprotodiakon; Administrator von Valencia                                                                               |
| Francesco Todeschini Piccolomini        | Siena                 |                                | 5. März 1460      | Pius II. (Kardinalnepot)      | Administrator von Siena; Legat in Rom und im Kirchenstaat                                                                     |
| Francesco Gonzaga                       | Mantua                |                                | 18. Dezember 1461 | Pius II.                      | Bischof von Brixen |

Zehn Kardinäle waren Italiener, vier Spanier, vier Franzosen und einer Grieche. Sechs wurden von Pius II, sechs von Eugen IV., vier von Callixtus III. und drei von Nikolaus V. ernannt.
Zehn Kardinäle, mehr als ein Drittel des Kollegium, nahmen an diesem Konklave nicht teil:
| Kardinal                   | Herkunft    | Titel              | ernannt am        | durch                         | Anmerkungen                                                   |
| -------------------------- | ----------- | ------------------ | ----------------- | ----------------------------- | ------------------------------------------------------------- |
| Pierre de Foix, O.F.M.     | Frankreich  | Bischof von Albano | September 1414    | Johannes XXIII.               | Legat in Avignon; Administrator von Lescar und Tarbes         |
| Peter von Schaumberg       | Deutschland |                    | 18. Dezember 1439 | Eugen IV.                     | Bischof von Augsburg                                          |
| Dénes Szécsi               | Ungarn      |                    | 18. Dezember 1439 | Eugen IV.                     | Erzbischof von Esztergom                                      |
| Jean Rolin                 | Frankreich  |                    | 20. Dezember 1448 | Nikolaus V.                   | Bischof von Autun                                             |
| Luis Juan del Mila y Borja | Katalonien  |                    | 17. Dezember 1456 | Calixtus III. (Kardinalnepot) | Bischof von Lerida                                            |
| Berardo Eroli              | Narni       |                    | 5. März 1460      | Pius II.                      | Bischof von Spoleto; Legat a latere in Perugia                |
| Niccolò Fortiguerra        | Pistoia     |                    | 5. März 1460      | Pius II. (Kardinalnepot)      | Bischof von Teano; Oberkommandierender der päpstlichen Flotte |
| Burkhard von Weißpriach    | Deutschland |                    | 5. März 1460      | Pius II.                      | Erzbischof von Salzburg                                       |
| Jean Jouffroy, O.S.B.Cluny | Frankreich  |                    | 18. Dezember 1461 | Pius II.                      | Bischof von Albi                                              |
| Jaime Cardona              | Katalonien  |                    | 18. Dezember 1461 | Pius II.                      | Bischof von Urgell                                            |

Unter den abwesenden Kardinälen waren vier von Pius II., zwei von Eugen IV. und je einer von Calixtus III. und Nikolaus V. ernannt worden. Pierre de Foix war der letzte überlebende Kardinal des Abendländischen Schismas, er war von Gegenpapst Johannes XXIII. ernannt worden. Unter ihnen waren drei Franzosen, zwei Italiener, zwei Deutsche, zwei Spanier und ein Ungar.